# Ama-Me com Ternura
Love Me Tender (prt/bra: Ama-Me com Ternura) é um filme estadunidense de 1956, dos gêneros faroeste e drama romântico-musical, dirigido por Robert D. Webb, com roteiro de Robert Buckner e Maurice Geraghty.

## Produção
Inicialmente, o filme se chamaria The Reno Brothers e contaria uma história não musicada do pós-Guerra Civil. Quando o ídolo do rock Elvis Presley foi escalado para viver um desses irmãos, quatro de suas canções foram incluídas no roteiro — incluindo "Love Me Tender", até então inédita. A RCA Victor, impressionada com a interpretação de Elvis para essa canção, resolveu lançá-la previamente como single, já anunciando o filme que viria. O sucesso — especialmente após a apresentação de Elvis no Ed Sullivan Show — levou a 20th Century Fox a rebatizar o filme, que marcaria a estreia de Elvis no cinema.

## Sinopse
Clint Reno é um rapaz que se apaixona pela noiva do irmão mais velho tido como morto na Guerra de Secessão. Porém, este ao voltar da guerra, encontra sua noiva envolvida com seu irmão mais novo.

## Elenco
| Ator/Atriz       | Personagem  |
| ---------------- | ----------- |
| Elvis Presley    | Clint Reno  |
| Richard Egan     | Vance Reno  |
| Debra Paget      | Cathy Reno  |
| Robert Middleton | Sr. Siringo |
| William Cambell  | Brett Reno  |